# Люблинецька селищна територіальна громада
Люблинецька селищна об'єднана територіальна громада — об'єднана територіальна громада в Україні, у Ковельському районі Волинської області. Адміністративний центр — селище Люблинець.
Площа громади — 115,4 км², населення — 6416 мешканців (2018).
Утворена 17 квітня 2016 року шляхом об'єднання Люблинецької селищної ради та Мощенської, Старокошарівської сільських рад Ковельського району.

## Населені пункти
До складу громади входять 1 селище (Люблинець) і 8 сіл: Довгоноси, Калинівка, Краснодуб'я, Кругель, Мощена, Нові Кошари, Старі Кошари, Черкаси.